# Villarejo de Órbigo
Villarejo de Órbigo – gmina w Hiszpanii, w prowincji León, w Kastylii i León, o powierzchni 36,25 km². W 2011 roku gmina liczyła 3244 mieszkańców.